# Krementjuks vattenkraftverk
Krementjuks vattenkraftverk (ukrainska: Кременчуцька ГЕС, Krementjutska HES) är ett ukrainskt vattenkraftverk i Dnepr väster om Krementjuk i Kirovohrad oblast. Det har en effekt på 625 megawatt och var färdigbyggd 1959. En sluss leder fartygstrafiken förbi anläggningen.
Dammbyggnaden skapar den 149 kilometer långa och 28 kilometer breda Krementjukreservoaren som med sin yta på 2 252 km² är den största reservoaren längs Dnepr. Dammen används också för konstbevattning. En underjordisk tunnel leder vatten till Kaniv.

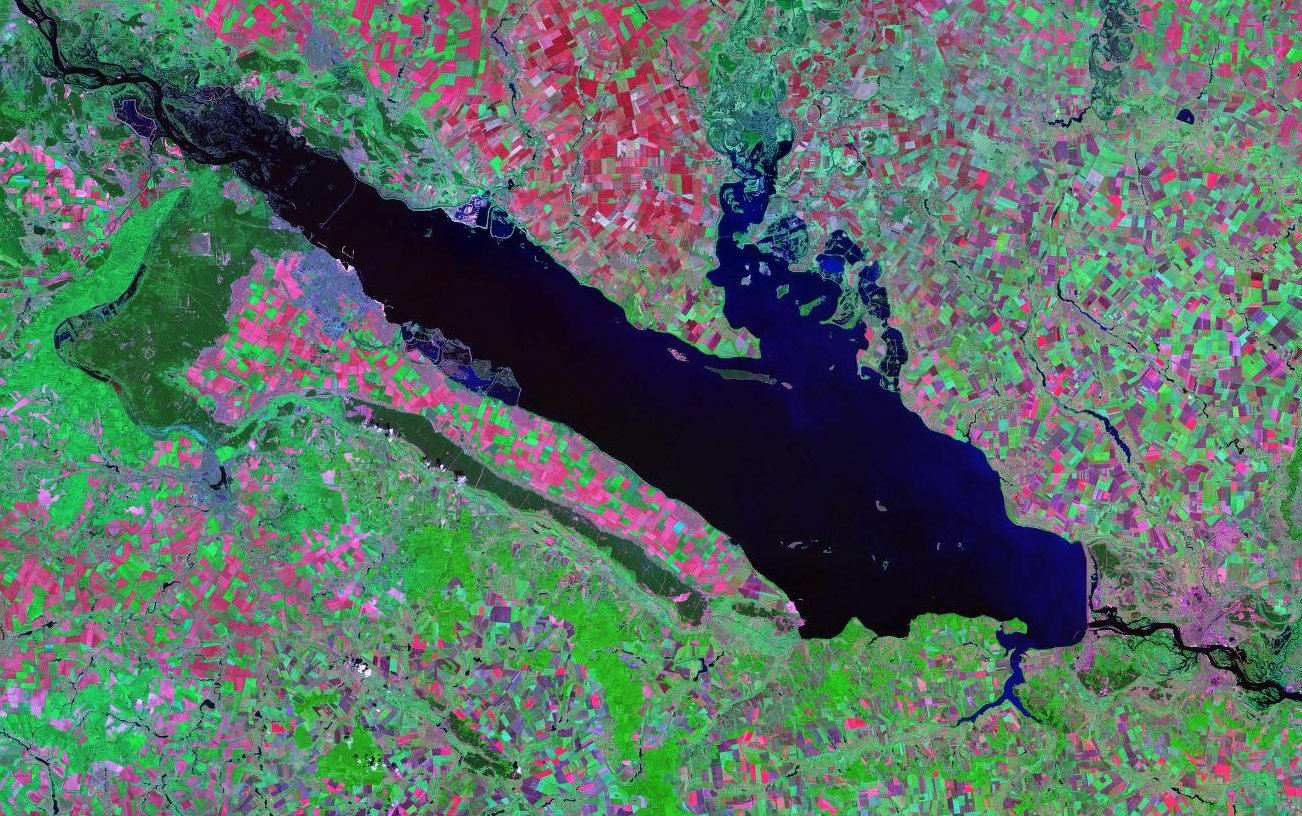
Krementjukdammen från landsat.